# Marlborough College
Marlborough College est un internat anglais indépendant et mixte situé dans le comté de Wiltshire. 
Fondée en 1843 pour l'éducation des fils du clergé anglican, l'école accepte maintenant les filles aussi bien que les garçons, quelles que soient leurs croyances. Actuellement[Quand ?], il y a un peu plus de 800 élèves, dont environ un tiers de filles. Les nouveaux élèves sont admis à partir de 13 ans (« Shell entry ») et de 16 ans (« Lower Sixth »). 
Marlborough a été, en 1968, la première public school anglaise à admettre les filles au niveau Six, donnant un exemple que devaient suivre de nombreuses autres écoles. Devenu complètement mixte en 1989, l'établissement a aussi été pionnier dans d'autres domaines, en apportant une contribution majeure au School Mathematics Project (à partir de 1961) et en commençant à enseigner les études commerciales au niveau A (à partir de 1968) ; le fagging a été aboli dans les années 1920. En 1963, un groupe de garçons, dirigé par le futur historien et biographe politique Ben Pimlott, a écrit un ouvrage, Marlborough, an open examination written by the boys, qui décrit la vie à l'école. 
Près de la moitié des élèves à Marlborough prend des leçons individuelles de musique, souvent sur plus d'un instrument.

## Bâtiments

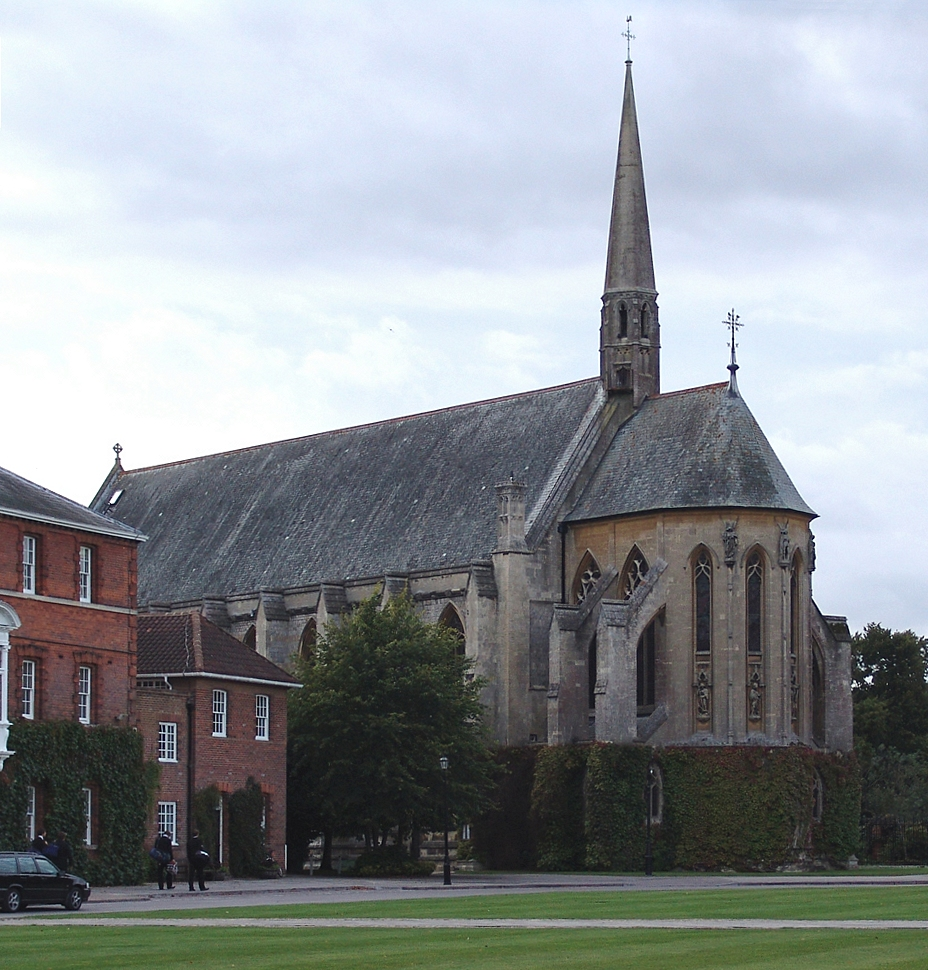
Chapelle du Marlborough College

Le collège est construit à côté du Mound qui servait de motte à un château dont il ne reste rien aujourd'hui. La datation au carbone 14 montre que la butte est en fait de réalisation beaucoup plus ancienne (2400 av. J.-C.), présentant des caractères semblables à Silbury Hill ; en effet, elle compte parmi les candidats au titre de plus ancienne construction en Europe. La légende veut que ce soit là qu'ait été enterré Merlin et que le nom de la ville, Marlborough, vienne de « Tumulus de Merlin ». Plus vraisemblablement, le nom dériverait d'une appellation médiévale signifiant « sol crayeux », « marne » — autrement dit « la ville sur la marne ». Le Mound est actuellement surmonté par le réservoir d'eau. 
Le centre du collège est la Cour. Celle-ci est entourée de bâtiments construits dans un certain nombre de styles différents. À l'extrémité sud se trouve l'arrière d'une ancienne maison de maître du XVIIIe siècle, par la suite convertie en auberge et qui a été achetée pour devenir le premier bâtiment de l'école. À côté se trouvent les anciennes écuries, aujourd'hui transformées en internat. Le côté ouest est constitué d'un réfectoire en briques rouges datant des années 1960, qui peut s'enorgueillir de posséder le plus grand toit sans support intermédiaire du pays, et d'un internat de l'époque victorienne désormais affecté à d'autres usages. Le coin nord-ouest est dominé par une chapelle victorienne de style néo-gothique qui présente une intéressante collection de peintures de style préraphaélite de John Roddam Spencer Stanhope et des vitraux de William Morris. 
Le reste de la Cour est entouré de bâtiments dont les styles vont du faux Tudor à la sévérité georgienne et victorienne. Le bâtiment B, ainsi que la Chapelle du Collège, ont été conçus par l'architecte victorien Edward Blore, à qui l'on doit entre autres la façade de Buckingham Palace (remaniée depuis) et le Palais Vorontsov à Aloupka en Ukraine. 
De l'autre côté du Mound se trouve le laboratoire scientifique, construit en 1933 et conçu pour évoquer un paquebot. Il est un des premiers exemples d'un ensemble de constructions en béton et a été inscrit en 1970 comme une construction importante en architecture.

## Personnalités
Parmi les anciens élèves de Marlborough College on compte :
| - Oliver Baines (Ténor, membre de Blake (groupe)) - Toby Balding (entraîneur de sport hippique) - Edward Frederic Benson (romancier) - John Betjeman (poète) - Anthony Blunt (historien de l'art et espion communiste) - Chris de Burgh (musicien) - Bruce Chatwin (romancier) - Frederick Copleston (prêtre jésuite et philosophe) - Andrew Crommelin (astronome) - Nick Drake (musicien) - John Meade Falkner (poète, romancier auteur de Moonfleet et fabricant d'armements) - Leonard Trelawny Hobhouse (Politicien libéral et sociologue, connu comme un des "pères du libéralisme") - John Hunt (chef de l’expédition sur l’Everest de 1953) - Louis MacNeice (poète) - Peter Medawar (Prix Nobel de physiologie ou médecine en 1960) | - Catherine Middleton (Princesse de Galles) - Eugenie d'York (Mrs Jack Brooksbank) ( Princesse du Royaume-Uni de Grande-Bretagne et d’Irlande du Nord) - William Morris (artiste et écrivain) - Alex Moulton (ingénieur en mécanique) - Arthur Nicholls (écrivain) - Thomas Orde-Lees (explorateur arctique et pionnier du saut en parachute) - Mark Phillips (cavalier de concours complet d'équitation, ex-époux de la princesse Anne du Royaume-Uni) - Siegfried Sassoon (poète) - Hallam Tennyson (Lord, homme d'état) - Michael Tippett (compositeur) - Alan Turing (mathématicien, fondateur de la science informatique) - Ellis Waterhouse (historien de l'art) - Henry Hughes Wilson (maréchal) - John Zachary Young (zoologiste) |